# 萬象水雷
萬象水雷是中山科學研究院研發的水雷，可由通用登陸艇、快速布雷艇、錦江級巡邏艦、沱江級巡邏艦、海鯤級潛艦等艦艇布放。

## 發展

### 緣起
中華民國國軍在國府遷台初期的戰略想定仍是反攻大陸，中華民國海軍也曾用日本帝國海軍撤離台灣後留下的水雷對大陸東南沿海實施封鎖性布雷。然而自八六海戰與烏坵海戰戰敗後，國軍的戰略想定逐漸由進攻轉為防守，海軍也開始研究水雷等守勢武器的應用方式，並由中山科學研究院研發各項水下武器。:74為此，中山科學研究院電子所（簡稱三所，現稱資訊通信研究所）於1976年成立水下科技組（簡稱十六組），並在左營港桃子園基地興建專用實驗廠房，定名為「萬象館」。:56-57

### 萬象計畫
中科院三所十六組最早於1975年3月啟動代號為「萬象」的磁感應水雷研發計畫，海軍司令部則於1976年11月訂定具體性能需求。根據海軍的需求，中科院需研發三種不同功能的水雷：:76-77
- 反兩棲水雷：需裝填650磅黃色炸藥，佈放深度約10至37公尺，攻擊目標為1,000至5,000噸的艦船。預定生產3,000枚
- 反潛水雷：需裝填1,250磅黃色炸藥，佈放深度約50至100公尺，攻擊目標為7,500至15,000噸的艦船與大型潛艦。預定生產2,000枚
- 小型反潛水雷：需裝填300磅黃色炸藥，佈放深度約12公尺，攻擊目標為1,000噸的艦船。預定生產1,000枚

除訂定性能需求外，海軍司令部也要求中科院訂定水雷的使用、儲存、搬運、測試等項目的教範與技令，以利海軍後續建置後勤設施與規劃教育訓練。:77

### 竟成演習
1977年4月，三所十六組完成代號為「萬象一型」錐形磁感應水雷的研發工作，海軍司令部即決定舉行演習以測試研發完成的水雷。同年10月18日，中華民國海軍舉行「竟成一號演習」，預計布放兩枚空投水雷、兩枚音響水雷、500磅鋁殼水雷一枚、650磅鋼殼水雷一枚與磁感應水雷十枚，每枚水雷的佈放時間約為5分鐘。然而該日的能見度不佳，實際佈放的水雷數量僅為11枚。:77-78
演習結束後，中華民國海軍認為水雷可迫使敵方花費大量資源建立反水雷作戰能量，故有必要發展此類武器。然而此次演習也暴露出萬象水雷的缺點：:78-81
- 中科院三所十六組的科研人員不瞭解水雷在軍事上的應用方式，導致產品不符合海軍需求
- 水雷佈放過程非常複雜，使水雷的佈放時間過長
- 水雷易隨水流移動，後續回收處理困難
- 空投水雷的耐震性不佳，且佈放裝置設計不良，不利於空投作業
- 萬象一型水雷在此次演習中的可靠度僅為60%

除此之外，海軍也發現其艦艇的測磁與消磁設備狀況不良。為此，海軍大幅升級了校磁站的設備，另全面換裝各型艦艇上的消磁設備，以應對潛在的水雷威脅。:75

### 後續發展與運用
在經過研改與精進後，採用磁感應引信的萬象一型水雷於1984年研發完成，採用複合式引信的萬象二型水雷則於1989年6月20日研發完成。:812001年，中科院於三所十六組成立25周年紀念活動中公布萬象三型火箭助推水雷已完成研發測評工作，亦在研發由光纖遙控的線控式水雷與可自主航行並搜索目標的智慧型自航水雷。:57
2013年，中華民國國防部以「萬威專案」為名，編列新台幣3億3,000萬元的預算以開發一款具備自航能力且可遠端控制的第四代水雷，另編列新台幣6億元的預算開發代號為「萬征」的水雷指揮/管制系統。截至2020年，僅有萬象一型與萬象二型水雷進入量產，萬象三型與萬威水雷則待海軍後續建案採購。

## 萬象水雷之比較
資料來源
|          | 萬象一型錐形水雷 | 萬象一型柱型水雷 | 萬象二型沉底水雷 | 萬象二型繫留水雷 |
| -------- | ---------------- | ---------------- | ---------------- | ---------------- |
| 水雷形式 | 錐形沉底雷       | 柱形沉底雷       | 沉底雷           | 繫留雷           |
| 感炸方式 | 磁感應           | 磁感應           | 聲、磁、壓感應   | 聲、磁、壓感應   |
| 布放深度 | 10~50公尺        | 10~50公尺        | 10~250公尺       | 20~300公尺       |
| 布放方式 | 艦佈             | 艦佈             | 艦佈、空投、潛佈 | 艦佈             |
| 水雷全重 | 635公斤          | 500公斤          | 615公斤          | 1110公斤         |
| 裝藥量   | 295公斤          | 295公斤          | 400公斤          | 170公斤          |

## 圖集

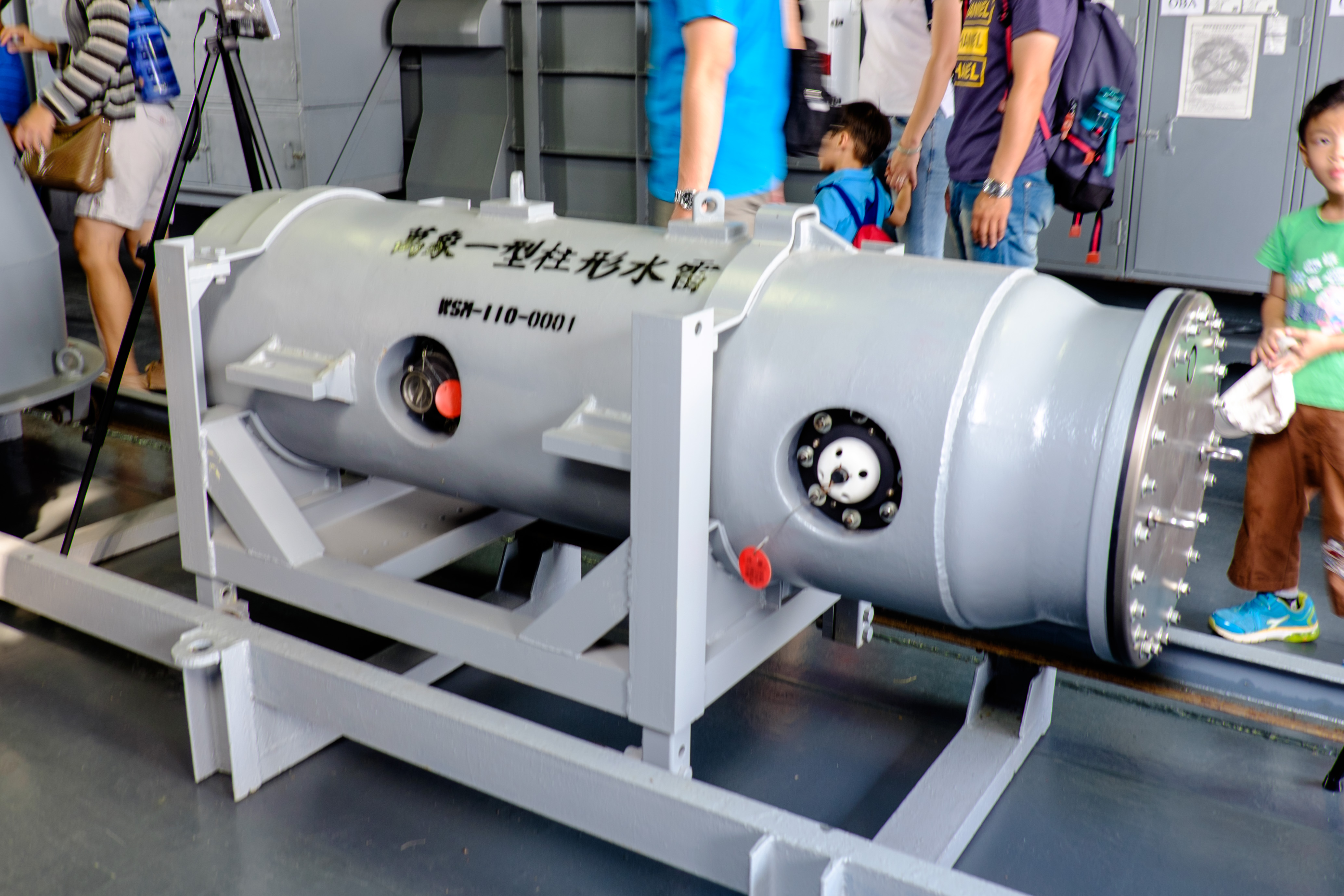
萬象一型柱型水雷
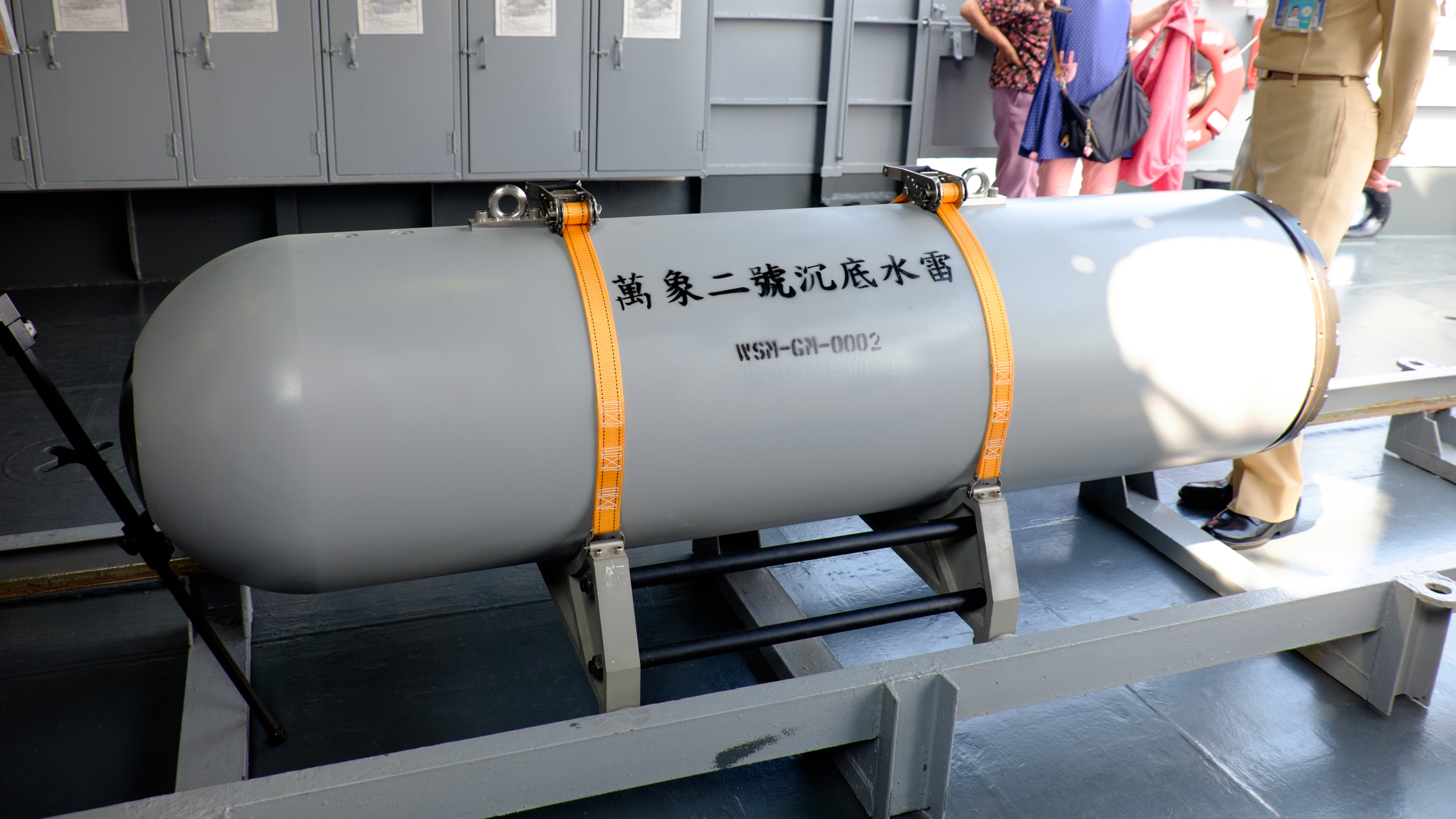
萬象二型沉底水雷
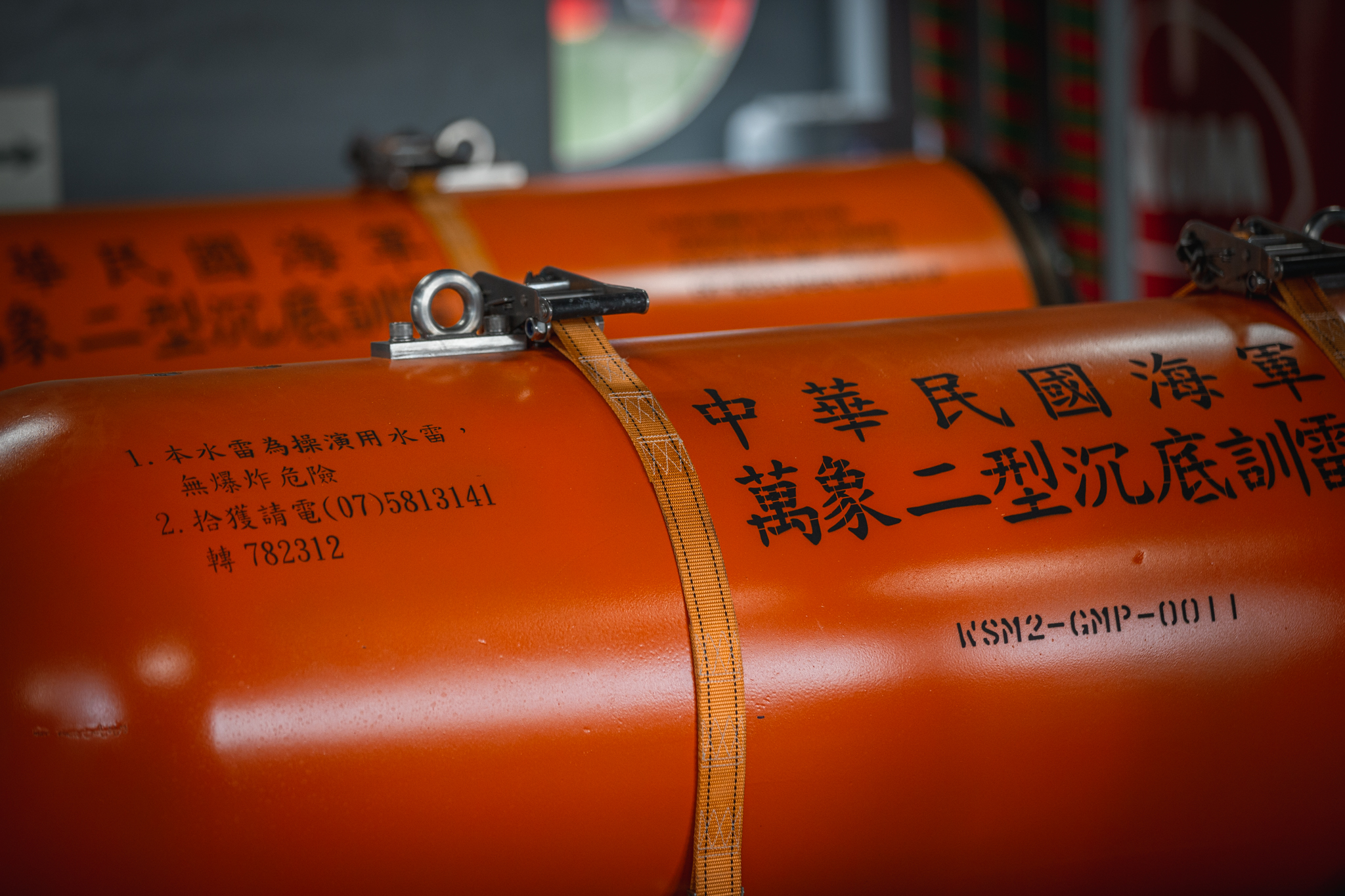
萬象二型訓練用水雷